# Longitarsus mirei
Longitarsus mirei es un coleóptero de la familia Chrysomelidae. Fue descrita científicamente en 1979 por Doguet.